# Ignacij Klemenčič
Ignacij (Nace) Klemenčič [ignácij kleménčič], slovenski fizik, * 6. februar 1853, Kamni Potok, † 5. september 1901, Trebnje. 

## Življenje in delo
Po maturi na novomeški gimnaziji je Klemenčič študiral na Filozofski fakulteti v Gradcu. Leta 1876 je diplomiral in leta 1879 doktoriral z disertacijo o mehanični histerezi stekla. 
Že med študijem je bil asistent Stefanovega učenca Boltzmanna, leta 1881 postal privatni docent in leta 1888 izredni profesor na graški univerzi. Leta 1882 je dobil Baumgartnerjevo nagrado dunajske Akademije znanosti skupaj z E. Lechnerjem, ki je leta 1894 nasledil Boltzmanna, menda zato, ker je bil Klemenčič slovenskega rodu. Leta 1895 je Klemenčič postal redni profesor fizike na Univerzi v Innsbrucku.
Umrl je nenadno, tik pred izvolitvijo za dopisnega člana Akademije znanosti in pred povabilom za profesuro na dunajsko Tehniško visoko šolo. 
Raziskoval je na področju elektrike in magnetizma, predvsem so ga zanimala natančna merjenja. Znan je po natančnem merjenju svetlobne hitrosti in dielektričnosti nekaterih plinov. Potrdil je napoved Maxwellove elektrodinamike. Med prvimi je eksperimentalno obvladoval valovno enačbo {\displaystyle \square F=0}. Ponovil je Hertzove poskuse z radijskimi valovi; pri teh je meril energijski tok s termoparom. Naprava je postala znana kot Klemenčičev križ. 
Skupaj s P. Czermakom je opazoval interferenco radijskih valov in pozneje raziskoval lastnosti trajnih magnetov. Poleg Stefana in S. Šubica je bil fizik, ki si je na koncu 19. stoletja v Avstro-Ogrski pridobil veliko veljavo.